# 非火伽倻
非火伽倻是伽倻的其中一個城邦國家，現址位在韓國慶尚南道昌寧郡中部。西元六世紀時，該國被新羅征服（西元555年以前）。
在《高麗史略》、《日本書紀》中皆記載著非火伽倻的存在，而《日本書紀》則以「比自㶱」（朝鮮語：Bijabal）稱呼。該國可能由三世紀時辰韓中的不斯國（불사국）演變而來，因為兩國都位於現今的昌寧郡。考古證據則顯示雖然非火伽倻屬於伽倻的一部分，但與鄰近的新羅關係密切，時常與新羅兵戎相見。
非火伽倻的王墓座落於昌寧郡昌寧邑校洞，在1918年曾被挖掘研究，不過所有記錄皆已亡佚。1973年，東亞大學的研究團隊挖掘出多個墓葬，這些墓葬大約於西元五世紀時建造，部分證據指出該國具有王族家人陪葬的習俗。1996年，一個關於伽倻的博物館公開了墓葬的相關文物。